# Chen Rong (schilder)
Chen Rong (traditioneel Chinees: 陳容; ca. 1200–1266) was een Chinees kunstschilder, dichter en regeringsfunctionaris uit Changle
(Fujian) tijdens de Zuidelijke Song. Zijn omgangsnaam was Zi Gongchu (字公储) en zijn artistieke namen Suoweng (所翁).
Chen schreef heroïsche gedichten, maar is vooral bekend om zijn taoïstische schilderwerken van draken. De draak stond symbool voor de keizer, alsook voor de vrouwelijke zijde (yin) van de Dao: het universum. Naar verluidt had Chen een studie gemaakt van de schilderwerken en gedichten over vliegende draken van de hand van Li Yu (937–978), de laatste keizer van de Zuidelijke Tang-dynastie.
Er zijn elf monochrome drakenschilderingen in gewassen inkt aan Chen toegeschreven. Chen gebruikte voor zijn werken een verscheidenheid aan ongebruikelijke technieken. Voor de mistflarden waaruit de draken opdoemen wreef hij de inkt met een doek over het werk. Het is niet met zekerheid te zeggen hoe Chen de inktspatten aanbracht, maar mogelijk blies hij ze op het doek.
- Union List of Artist Names: 500125632
- Virtual International Authority File: 96607916